# Ópera de Hanóver

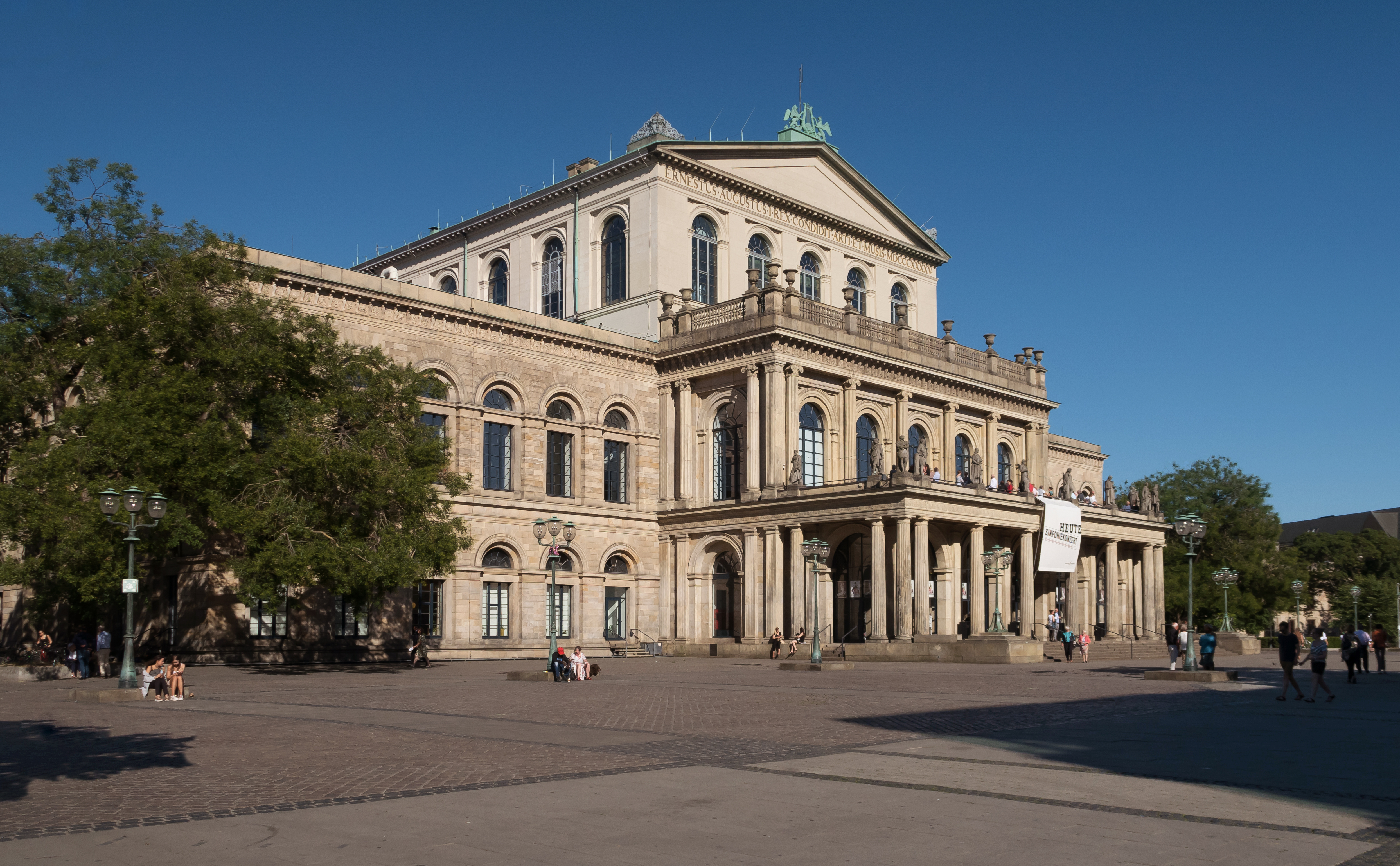
Ópera de Hanóver y plaza de la Ópera

La Opera de Hannover (en alemán: Opernhaus Hannover o Niedersächsische Staatsoper) es el teatro de ópera de Hanóver en Alemania, la capital de Baja Sajonia. Hoy en día es una de las atracciones turísticas más conocidas de Hanóver.

## Historia

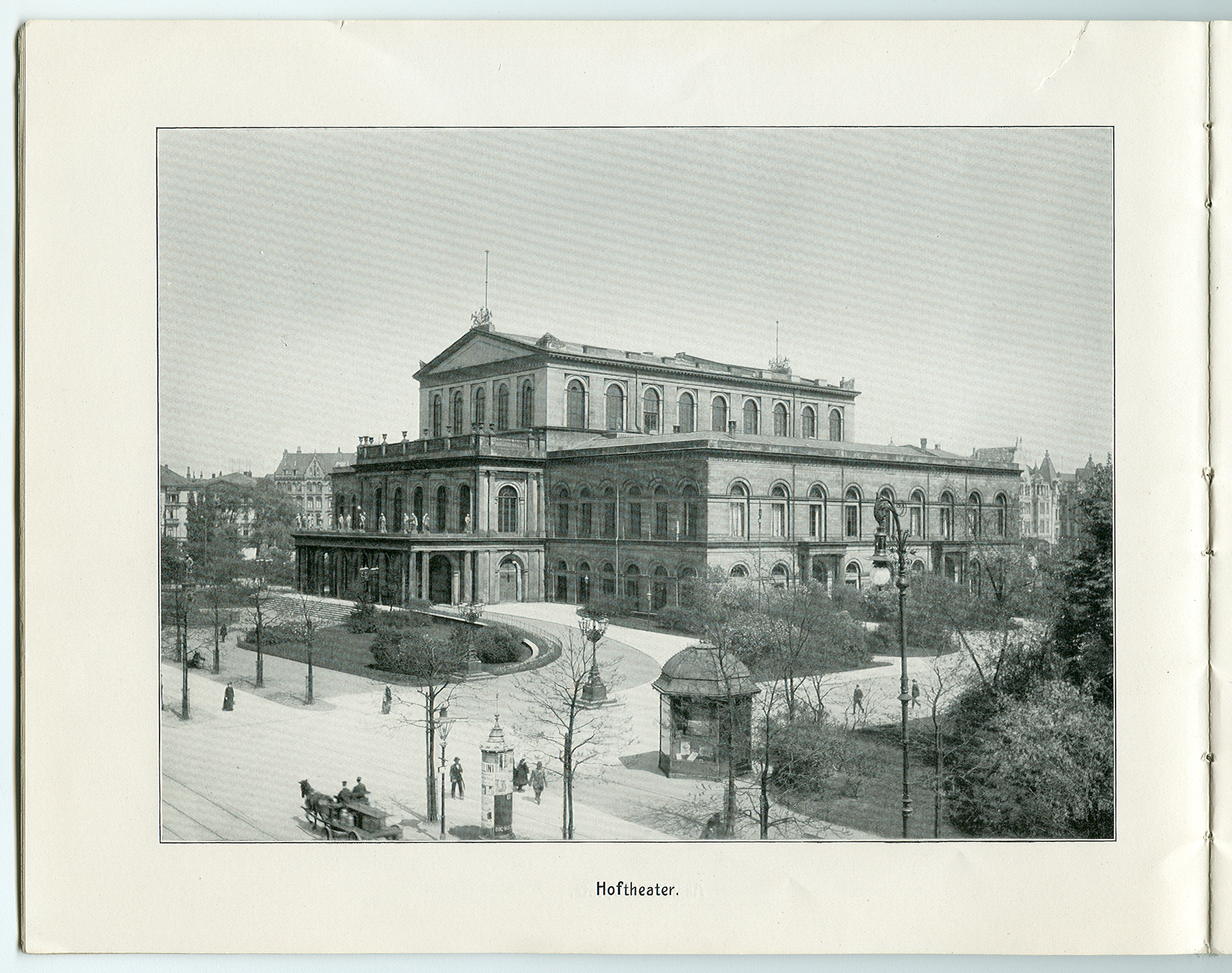
Ópera de Hanóver en 1900

La Ópera fue construida entre 1845 y 1852 en estilo clasicista tardío en el borde de la antigua muralla. Antiguamente era un bastión de la muralla de lo que hoy es Georgstraße. El arquitecto fue Georg Ludwig Friedrich Laves y el jefe de obra el más tarde arquitecto de la corte Christian Heinrich Tramm.
Se inauguró el 5 de septiembre de 1852 con Las bodas de Fígaro de Mozart. La Ópera reemplazaba al teatro del palacio de Leineschloss, donde desde 1689 se venían organizando óperas. La Ópera fue usada como Teatro Real hasta 1918, que pasó a ser un Teatro del Estado Prusiano. En 1921 se convirtió en un escenario local.
Durante los bombardeos de Hanóver de la Segunda Guerra Mundial, concretamente el 26 de julio de 1943, fue alcanzado por bombas incendiarias, que sólo dejaron los muros exteriores.
Tras la reconstrucción en estilo histórico del arquitecto Werner Kallmorgen, la Ópera fue reinaugurada con El caballero de la rosa, de Richard Strauss el 30 de noviembre de 1950. Entre 1950 y 1964 continuaron las obras, entre otros se reformó el vestíbulo en estilo contemporáneo. En 1985 el arquitecto Dieter Oesterlen llevó a cabo una importante remodelación. Michael Klügz asumió la dirección de la Ópera en 2001. La orquesta se llama Staatsorchester Hannover (Orquesta Local de Hanóver).

## Grandes personalidades
- de 1853: Heinrich Marschner como Hofkapellmeister
- 1853-1865: Joseph Joachim como Konzertmeister
- 1877-1879: Hans von Bülow como Intendente
- 1945-1949: Franz Konwitschny ccomo director general musical
- 1949-1960: Johannes Schüler como director general musical
- 1961-1965: Günter Wich como director general musical
- 1972-1979: Günter Roth como Intendente

## Estrenos mundiales (selección)
- 1838: Der Bäbu, de Heinrich Marschner
- 1852: Austin, de Heinrich Marschner
- 1921: Die Prinzessin Girnara, de Egon Wellesz
- 1931: Prinzessin Brambilla, de Walter Braunfels
- 1943: Der Kuckuck von Theben, de Ermanno Wolf-Ferrari
- 1952: Boulevard Solitude, de Hans Werner Henze
- 1970: Der Aufsichtsrat, de Diether de la Motte
- 1977: Faust und Yorick, de Wolfgang Rihm
- 1980: Ein Abenteuer auf dem Friedhof, de Alfred Koerppen
- 2005: iOPAL, de Hans-Joachim Hespos